# Jochen Stobbe
Jochen Stobbe (* 13. Dezember 1955 in Lüdenscheid) ist ein deutscher Kommunalpolitiker (SPD). Er war vom 21. Oktober 2009 bis 21. Oktober 2015 Bürgermeister von Schwelm.

## Leben
Stobbe kam im Alter von sechs Jahren mit seinen Eltern nach Schwelm, wo er nach seiner Schulzeit eine Ausbildung zum Werkzeugmacher absolvierte. Nach Tätigkeit in diesem Beruf und einem frühen Eintritt in die IG Metall wurde Stobbe 1986 hauptamtlicher Gewerkschafter; von 2000 bis 2009 war er gewählter 2. Bevollmächtigter (Geschäftsführer) der IG Metall Gevelsberg-Hattingen. Daneben war er 30 Jahre in der Erwachsenenbildung tätig.
1988 trat er nach einem Gespräch mit Willy Brandt in die SPD ein. Nach der Zeit als Vorsitzender der SPD Schwelm war Stobbe bis zu seiner Amtsübernahme ordentliches Mitglied des Schwelmer Stadtrates, zudem war er in Ausschüssen tätig.
Bei der Bürgermeisterwahl am 30. August 2009 wurde er als gemeinsamer Kandidat von SPD und Bündnis 90/Die Grünen mit 41,9 Prozent der abgegebenen Stimmen zum Nachfolger von Jürgen Steinrücke gewählt.
Bei der Bürgermeisterwahl am 13. September 2015 erhielt Gabriele Grollmann, die gemeinsame Kandidatin von CDU, FDP, Bündnis 90/Die Grünen und SWG/BfS 62,3 % der abgegebenen Stimmen. Seine Amtszeit endete damit bereits nach einer Wahlperiode mit einer deutlichen Wahlniederlage.
Im November 2013 hatte Stobbe bekannt gegeben, dass er von der aufgrund einer Änderung des nordrhein-westfälischen Wahlrechts eingeräumten Möglichkeit, schon bei der Kommunalwahl 2014 erneut anzutreten, keinen Gebrauch mache und bis zum Ende der Wahlperiode (September 2015) im Amt bleiben werde.
Bei den Bürgermeisterwahlen am 13. September 2015 verlor Stobbe mit 37,7 % gegen die parteilose Gabriele Grollmann (62,3 %), die am 21. Oktober 2015 die Bürgermeisternachfolge von Stobbe in Schwelm antrat.